# انحلال الربيدات الإجهادي
انحلال الربيدات الإجهادي (ER) هو انهيار أو انحلال العضلات بعد مجهود بدني شديد، وهو أحد أنواع انحلال الربيدات التي قد تحدث؛ لذلك الانتشار الدقيق ومعدل الإصابة غير واضحَين.

## الأسباب
من المرجح حدوث حالة انحلال الربيدات الإجهادي عند أداء التمارين الشاقة تحت درجات حرارة ورطوبة عالية. أُبلغ عن انخفاض مستويات الترطيب قبل وأثناء وبعد نوبات التمارين الشاقة التي تؤدي إلى حدوث انحلال ربيدات. لا تُعد هذه الحالة وعلاماتها وأعراضها معروفة جيدًا في مجتمع الرياضة واللياقة البدنية، ولهذا يُعتقد أن معدل الإصابة أكبر، ولكنها فقط لا يُبلغ عنها بسبب جهلها.
تشمل المخاطر التي تؤدي إلى حدوث انحلال الربيدات الإجهادي إجراء التمارين في الظروف الحارة والرطبة، والترطيب غير المناسب (نقصه)، وعدم كفاية وقت التعافي بين نوبات التمرين، والتدريب البدني المكثف، ومستويات اللياقة البدنية غير الكافية لبدء تدريبات عالية الكثافة. الجفاف هو أحد أهم العوامل التي قد تعطي أعراضًا فورية تقريبًا عن طريق إنتاج بول داكن اللون.

## الآلية

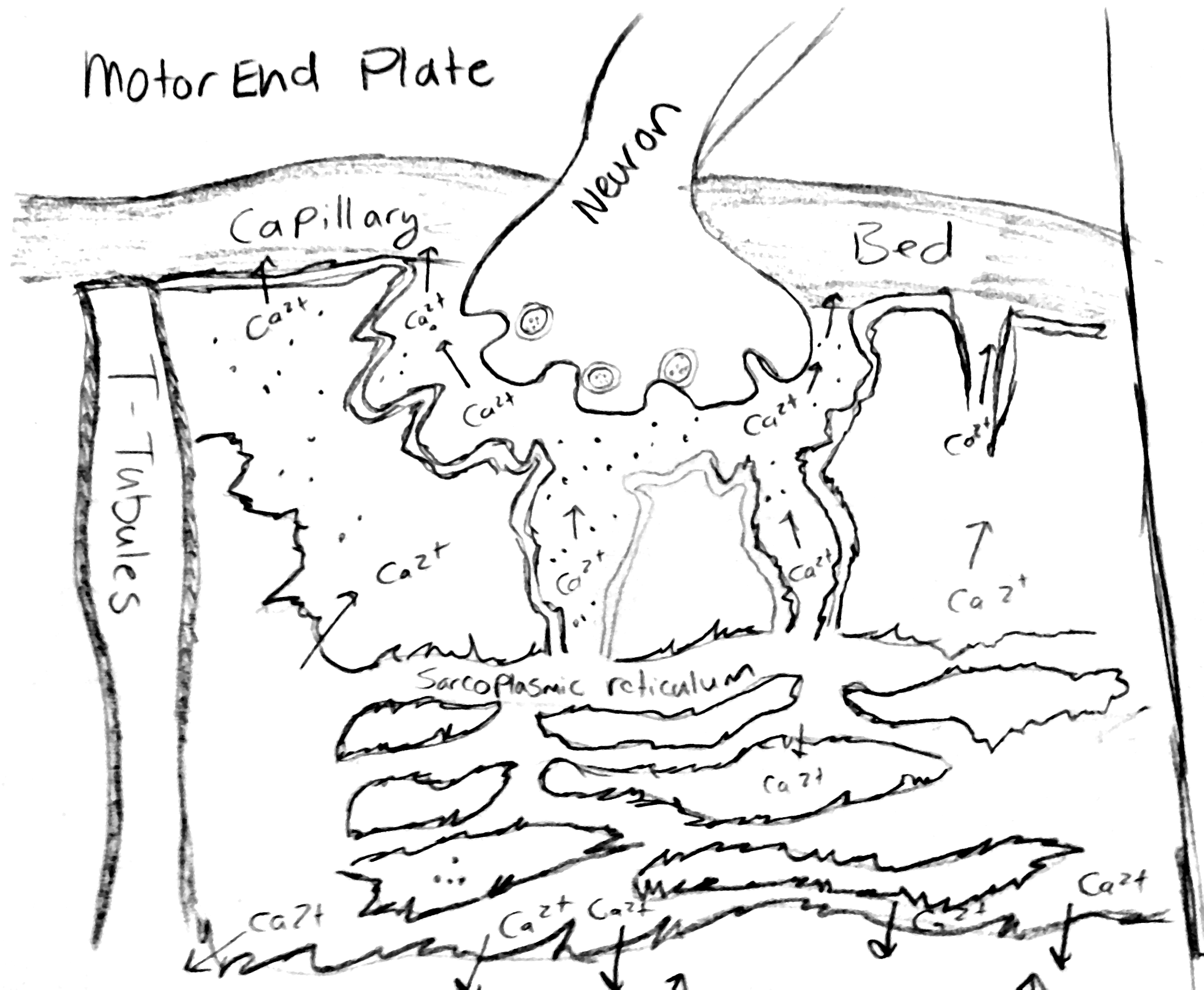
الصفيحة الانتهائية الحركية لشخص مصاب بانحلال الربيدات.

### التشريح
ينتج انحلال الربيدات الإجهادي عن تلف البروتينات بين الخلايا داخل غمد الليف العضلي. يتحلل الميوسين والأكتين في القسيم العضلي عندما لا يكون مركب إيه تي بّي (ATP) متاحًا نتيجة إصابة الشبكة الساركوبلازمية.  يؤدي تلف غمد الليف العضلي والشبكة الساركوبلازمية بسبب الرض المباشر أو إنتاج قوة جسدية كبيرة إلى تدفق شديد للكالسيوم إلى ألياف العضلات، ما يزيد نفوذية الكالسيوم. تتراكم أيونات الكالسيوم في المتقدرات، ما يحد من التنفس الخلوي، وتغدو المتقدرات عاجزةً عن إنتاج ما يكفي من الإيه تي بّي لعمل الخلية عملًا طبيعيًا.  يؤدي انخفاض إنتاج إيه تي بّي إلى إضعاف قدرة الخلايا على استخلاص الكالسيوم من الخلية العضلية.

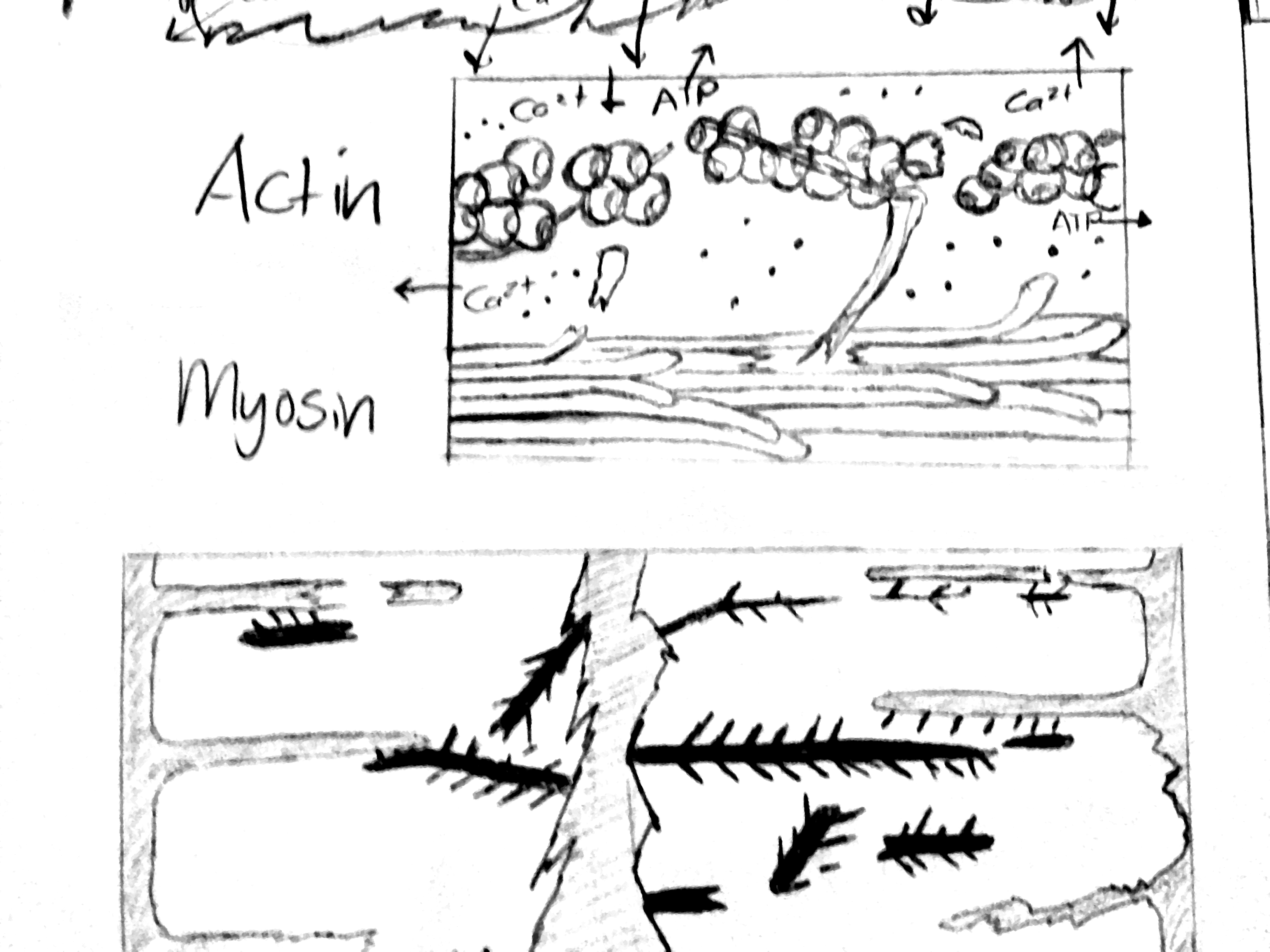
الأكتين والميوسين

يؤدي اختلال التوازن الأيوني إلى تنشيط الإنزيمات المعتمدة على الكالسيوم والتي تعمل على تحطيم بروتينات العضلات بصورة أكبر.  ينشط تركيز الكالسيوم العالي الخلايا العضلية، ما يؤدي إلى تقلصها وتثبيط قدرتها على الاسترخاء.
تؤدي زيادة تقلص العضلات المستمر إلى استنفاد الأكسجين والإيه تي بّي مع التعرض المطول للكالسيوم. قد تتلف مضخة غشاء الخلية العضلية، ما يسمح بتسرب الميوغلوبين الحر إلى مجرى الدم. 

### الفزيولوجيا
إن انحلال الربيدات يحلل الميوسين والأكتين إلى بروتينات أصغر تدخل إلى الدورة الدموية. يتفاعل الجسم من طريق زيادة التورم داخل خلايا الأنسجة المصابة لإرسال الخلايا التصليحية إلى المنطقة، وتخليص الأنسجة من الكرياتين كيناز والميوغلوبين اللذين ينتقلان في الدم حتى وصولهما إلى الكلى. إضافةً إلى هذه البروتينات المتحررة، تخرج كميات كبيرة من الأيونات مثل البوتاسيوم داخل الخلوي والصوديوم والكلوريد إلى الدورة الدموية. يُذكر أن أيون البوتاسيوم داخل الخلوي يضعف قدرة القلب على توليد جهود فعلية ما يؤدي إلى عدم انتظام ضربات القلب، ومن ثم قد يتأثر الإرواء المحيطي والمركزي، ما يؤثر بدوره في أعضاء الجسم الرئيسية.
يجهد وصول البروتين إلى الكلى هياكلها التشريحية ويقلل فعاليتها كمرشح للجسم. يشكل البروتين سدًا عند دخوله الأنابيب الكلوية مع تجمعه بشكل كداسة. إضافة إلى ذلك، يوفر الانسداد الحاصل وقتًا أكبر لهذه الكميات المتزايدة من الكالسيوم داخل الخلايا حتى تلتصق وتشكل الحصيات الكلوية. ونتيجة لذلك، ينخفض النتاج البولي ما يسمح بتراكم حمض اليوريك داخل العضو. يسمح تركيز الحمض المتزايد بتحرر الحديد من البروتين المتكدس إلى الأنسجة الكلوية المحيطة. يفكك الحديد المتحرر الروابط الجزيئية للأنسجة المحيطة ما يؤدي في نهاية المطاف إلى حدوث الفشل الكلوي إذا كان تلف الأنسجة كبيرًا جدًا.

## التشخيص
يُشخص عادة انحلال الربيدات الإجهادي، وهو انهيار العضلات الناجم عن التمرين الذي يؤدي إلى آلام في العضلات، باستخدام اختبار الميوغلوبين في البول المصحوب بمستويات عالية من الكرياتين كيناز في المصل. الميوغلوبين هو البروتين الذي ينطلق إلى مجرى الدم عند انحلال العضلات الهيكلية. يفحص اختبار البول ببساطة ما إذا كان الميوغلوبين موجودًا أم غائبًا. عندما تكون النتائج إيجابية، يكون لون البول عادةً بني غامق، ويجب إجراء تقييم لمستوى الكرياتين كيناز في المصل بعد ذلك لتحديد شدة تلف العضلات. تشير المستويات المرتفعة من الكرياتين كيناز في المصل والتي تزيد عن 5000 وحدة/لتر، وغير الناتجة عن احتشاء عضلة القلب أو إصابة الدماغ أو عن أي مرض آخر بشكل عام إلى تلف عضلي خطير يؤكد تشخيص انحلال الربيدات الإجهادي. غالبًا ما يكون البول ذو لون داكن «بلون الكولا» بسبب إفراز مكونات الخلايا العضلية فيه.

## الوقاية
تشير البيانات العسكرية إلى أنه يمكن تقليل خطر انحلال الربيدات الإجهادي عبر إجراء تمارين طويلة منخفضة الكثافة، على عكس التمارين عالية الكثافة على مدى فترة زمنية أقصر. يجب وجود 3 ميزات في جميع البرامج الرياضية: (1) التأكيد على ممارسة التمارين منخفضة الكثافة لفترات طويلة، بدلًا من التمارين الشديدة المتكررة، (2) فترات راحة كافية بين التمارين واتباع نظام غذائي عالي الكربوهيدرات لتجديد مخازن الغليكوجين في الكبد والعضلات، (3) الترطيب المناسب، لتعزيز التصفية الكلوية للميوغلوبين. قد تؤدي ممارسة الرياضة في درجة حرارة ورطوبة أعلى من المتوسط إلى زيادة خطر الإصابة بانحلال الربيدات الإجهادي. يمكن تجنب ذلك عن طريق زيادة الكثافة تدريجيًا خلال أنظمة التمرين الجديدة، والترطيب المناسب، والتأقلم، وتجنب مدرات البول خلال أوقات النشاط الشاق.